# Letis traili
Letis traili är en fjärilsart som beskrevs av Butler 1879. Letis traili ingår i släktet Letis och familjen nattflyn. Inga underarter finns listade i Catalogue of Life.